# Omphaliodes obscura
Omphaliodes obscura är en fjärilsart som beskrevs av Walker 1856. Omphaliodes obscura ingår i släktet Omphaliodes och familjen Anthelidae. Inga underarter finns listade i Catalogue of Life.